# Aragarças (ort)
Aragarças är en ort i Brasilien.   Den ligger i kommunen Aragarças och delstaten Goiás, i den centrala delen av landet, 500 km väster om huvudstaden Brasília. Aragarças ligger 306 meter över havet och antalet invånare är 16 781.
Terrängen runt Aragarças är platt söderut, men norrut är den kuperad. Närmaste större samhälle är Barra do Garças, 1,0 km nordväst om Aragarças.
Omgivningarna runt Aragarças är huvudsakligen savann. Runt Aragarças är det ganska glesbefolkat, med 25 invånare per kvadratkilometer.